# Kobilja Glava (Vogošća)
Pour les articles homonymes, voir Kobilja Glava.
Kobilja Glava (en cyrillique : Кобиља Глава) est une localité de Bosnie-Herzégovine. Elle est située dans la municipalité de Vogošća, dans le canton de Sarajevo et dans la fédération de Bosnie-et-Herzégovine. Selon les premiers résultats du recensement bosnien de 2013, elle compte 3 207 habitants.

## Géographie
La localité est située dans les faubourgs nord de Sarajevo.

## Démographie

### Évolution historique de la population dans la localité
| 1948 | 1953 | 1961 | 1971 | 1981  | 1991  | 2013  |
| ---- | ---- | ---- | ---- | ----- | ----- | ----- |
| -    | -    | 686  | 774  | 1 820 | 2 866 | 3 207 |

|  |

### Communauté locale
En 1991, la communauté locale de Kobilja Glava comptait 3 019 habitants, répartis de la manière suivante :